# FSO Syrena 607
FSO Syrena 607 – prototyp polskiego samochodu typu hatchback opracowany w warszawskiej Fabryce Samochodów Osobowych w latach 1970−1971.

## Historia
Syrena 607 została zaprojektowana w latach 1970−1971, a prototypowy egzemplarz został skonstruowany w oparciu o równolegle projektowaną Syrenę 105 i elementy licencyjnego Polskiego Fiata 125p, Polskiego Fiata 126p i jugosłowiańskiej Zastavy 101. 
Syrena 607 różniła się od bazowej Syreny 105 wieloma elementami. Zastosowano w niej nadwozie typu hatchback z otwieraną tylną klapą, składane tylne siedzenia, obniżone okna, wzmocniony dach, tylne resory i zwiększony do 2500 mm rozstaw osi. Natomiast napęd i przednie zawieszenie zostały takie same jak w Syrenie 104. Wśród konstruktorów samochodu znaleźli się Zbigniew Wattson, Zygmunt Grochowski i Stanisław Łukasiewicz.
Ostatecznie jednak z powodu spodziewanych dużych kosztów przestawienia zakładu na produkcję nowego modelu w połączeniu z przestarzałością konstrukcji Syreny jako takiej, Syrena 607 nie trafiła do produkcji. Powstałe prototypy były wykorzystywane tylko do celów doświadczalnych, po decyzji o rezygnacji z produkcji większość prototypów zniszczono.

## Losy prototypu
Od 1974 roku znajdował się w garażu w Bielsku Białej, po zakupieniu jako „złom użytkowy”. W 2011 roku kolejny właściciel postanowił go odrestaurować. Nadwozie i podwozie prototypu mocno skorodowało, auto pozbawione było także wyposażenia wnętrza. W marcu 2012 prace blacharskie zmierzały ku ukończeniu, ostatecznie jednak na dalszym etapie prac renowacja została wstrzymana na wiele lat.
2 marca 2024 ten prototyp, z Czechowic-Dziedzic, trafił do Muzeum Motoryzacji Wena w Oławie, gdzie ponownie rozpoczęła się jego renowacja.
Model tego prototypu (w skali) został wydany przez wydawnictwo De Agostini jako Syrena 105 (608).